# Нискотел берикс
Нискотелите берикси (Beryx splendens) са вид актиноптери от семейство Бериксови (Berycidae). Срещат се в Бразилия.
Те са незастрашен вид.
Таксонът е описан за пръв път от Ричард Томас Лоу през 1834 година.